# Вейншток Яків Маркович
Вейншток Яків Маркович (1899 , Речиця, Мінська губернія  — 22 лютого 1939 , Москва ) — співробітник ЧК-ОГПУ-НКВД СРСР, старший майор державної безпеки (1935). Начальник Тюремного (з 25 грудня 1936 — 10-го) відділу Головного управління державної безпеки народного комісаріату внутрішніх справ СРСР.

## Ранні роки
Народився в сім'ї дрібного торговця. Закінчив 4 класи міського училища, працював конторщиком у приватній фірмі в Петрограді. З грудня 1918 року в Червоній Армії — служив писарем стрілецького батальйону в Вологді.

## В органах ВЧК—ОГПУ—НКВС
В органах ВЧК з травня 1919. У 1919–1922 служив в особливих відділах на Півночі Росії і в Україні: помічник начальника Тотемського особливого пункту Особливого відділу 6-ї армії, начальник Котласького особливого пункту Особливого відділу 6-ї армії, заступник начальника Особливого відділу Північно- Двінської військової флотилії, заступник начальника Особливого відділу Біломорського флоту, начальник Інформаційного відділу Особливого відділу 14-ї армії, начальник Особливого відділу 41-ї, потім 44-ї стрілецьких дивізій. З 1922 в контррозвідці і прикордонних військах — начальник Особливого відділу 24-ї стрілецької дивізії, член колегії Волинської губернської надзвичайної комісії, інспектор, начальник 1-го і 2-го спецвідділів Особливого відділу Північно-Кавказького військового округу, помічник начальника контррозвідувальної відділу Повноважного представництва ГПУ УРСР на Правобережній Україні, начальник підвідділу охорони кордонів Повноважного представництва ГПУ УРСР на Правобережній Україні. У 1923 році, після призначення Ю. Г. Євдокимова повпредом ОДПУ на Північному Кавказі — помічник начальника контррозвідувального відділу, помічник і заступник начальника прикордонної частини та інспектора військ ГПУ, начальник адміністративно-організаційного управління повпредства ОГПУ на Північному Кавказі.
З 1930 працював у центральному апараті ОГПУ-НКВС — начальник адміністративного відділу Адміністративно-організаційного управління, одночасно начальник частини по охороні кордонів Головного управління прикордонної охорони і військ, заступник начальника Центральної школи ОГПУ, помічник начальника Головної інспекції міліції. З серпня 1931 — керуючий справами ОГПУ, одночасно голова правління кооперативу ОГПУ. З 1933 заступник начальника Відділу кадрів ОГПУ, з липня 1934 — начальник Відділу кадрів ГУДБ НКВС і сектора (з жовтня 1934 — відділу) кадрів НКВС СРСР, одночасно начальник Центральної школи ОГПУ-НКВД (березень 1933 — жовтень 1936). Після приходу до керівництва нового народного комісара — Єжова звільнений від посад і призначений начальником 10-го (тюремного) відділу ГУДБ НКВС.
З квітня 1938 переведений на посаду заступника народного комісара водного транспорту СРСР.
Заарештований 25 листопада 1938. Розстріляний 22 січня 1940 за вироком ВКВС СРСР за звинуваченням в участі в контр-революційній організації в НКВС СРСР.
Реабілітований посмертно 1957 року за відсутністю складу злочину.